# Danh sách cầu thủ tham dự môn bóng đá tại Đại hội Thể thao Đông Nam Á 2023 – Nam
Dưới đây là các đội hình tham dự môn bóng đá Nam tại Đại hội Thể thao Đông Nam Á 2023, sẽ diễn ra từ ngày 29 tháng 4 đến ngày 16 tháng 5 năm 2023.
Mười đội tuyển quốc gia dưới 22 tuổi trực thuộc Liên đoàn bóng đá Đông Nam Á (AFF) và tham gia giải đấu này phải đăng ký đội hình cuối cùng có tối đa 20 cầu thủ, trong đó có hai thủ môn. Chỉ những cầu thủ trong danh sách đội sau mới được phép tham gia giải đấu này.
Độ tuổi được liệt kê là độ tuổi của mỗi cầu thủ là một ngày trước giải đấu, ngày 28 tháng 4 năm 2023. Câu lạc bộ được liệt kê là câu lạc bộ cuối cùng mà cầu thủ liên quan thi đấu trước giải đấu. 

## Bảng A

### Campuchia
Huấn luyện viên:  Keisuke Honda
Đội hình cuối cùng được công bố vào ngày 28 tháng 4 năm 2023.
| 0#0 | Vị trí | Cầu thủ                  | Ngày sinh và tuổi           | Câu lạc bộ                  |
| --- | ------ | ------------------------ | --------------------------- | --------------------------- |
| 1   | TM     | Vireak Dara              | 30 tháng 10, 2003 (19 tuổi) | Preah Khan Reach Svay Rieng |
| 2   | HV     | Chea Sokmeng             | 26 tháng 11, 2002 (20 tuổi) | Nagaworld                   |
| 3   | HV     | Taing Bunchhai           | 28 tháng 12, 2002 (20 tuổi) | Boeung Ket                  |
| 4   | HV     | Soeuth Nava              | 13 tháng 2, 2001 (22 tuổi)  | Boeung Ket                  |
| 5   | TV     | Chou Sinti               | 1 tháng 4, 2003 (20 tuổi)   | Preah Khan Reach Svay Rieng |
| 6   | HV     | Ny Sokry                 | 7 tháng 9, 2001 (21 tuổi)   | Preah Khan Reach Svay Rieng |
| 7   | TĐ     | Lim Pisoth               | 29 tháng 8, 2001 (21 tuổi)  | Phnom Penh Crown            |
| 8   | HV     | Leng Nora                | 19 tháng 9, 2004 (18 tuổi)  | Visakha                     |
| 9   | TĐ     | Sieng Chanthea (captain) | 9 tháng 9, 2002 (20 tuổi)   | Boeung Ket                  |
| 10  | TV     | Nhean Sosidan            | 11 tháng 10, 2002 (20 tuổi) | Tiffy Army                  |
| 11  | TV     | Min Ratanak              | 30 tháng 7, 2002 (20 tuổi)  | Preah Khan Reach Svay Rieng |
| 13  | HV     | Chan Sarapich            | 5 tháng 4, 2002 (21 tuổi)   | Visakha                     |
| 14  | TV     | Sin Sovannmakara         | 6 tháng 12, 2004 (18 tuổi)  | Visakha                     |
| 15  | TV     | Lim Aarun Raymond        | 25 tháng 6, 2003 (19 tuổi)  | Nagaworld                   |
| 16  | TĐ     | Ky Rina                  | 5 tháng 8, 2002 (20 tuổi)   | Prey Veng                   |
| 17  | TV     | Sophal Dimong            | 4 tháng 3, 2001 (22 tuổi)   | Angkor Tiger                |
| 18  | HV     | Phat Sokha               | 2 tháng 5, 2003 (19 tuổi)   | Nagaworld                   |
| 19  | HV     | Sor Rotana               | 9 tháng 10, 2002 (20 tuổi)  | Visakha                     |
| 20  | TV     | Koeut Pich               | 15 tháng 11, 2003 (19 tuổi) | Phnom Penh Crown            |
| 21  | TM     | Reth Lyheng              | 1 tháng 1, 2004 (19 tuổi)   | Nagaworld                   |

### Indonesia
Huấn luyện viên: Indra Sjafri
Đội hình 20 cầu thủ cuối cùng được công bố vào ngày 21 tháng 4 năm 2023.
| 0#0 | Vị trí | Cầu thủ               | Ngày sinh và tuổi           | Câu lạc bộ         |
| --- | ------ | --------------------- | --------------------------- | ------------------ |
| 1   | TM     | Adi Satryo            | 7 tháng 7, 2001 (21 tuổi)   | PSIS Semarang      |
| 2   | HV     | Bagas Kaffa           | 16 tháng 1, 2002 (21 tuổi)  | Barito Putera      |
| 3   | HV     | Rio Fahmi             | 6 tháng 10, 2001 (21 tuổi)  | Persija Jakarta    |
| 4   | TV     | Komang Teguh          | 28 tháng 4, 2002 (21 tuổi)  | Borneo             |
| 5   | HV     | Rizky Ridho (captain) | 21 tháng 11, 2001 (21 tuổi) | Persija Jakarta    |
| 6   | TV     | Ananda Raehan         | 17 tháng 12, 2003 (19 tuổi) | PSM Makassar       |
| 7   | TV     | Marselino Ferdinan    | 9 tháng 9, 2004 (18 tuổi)   | Deinze             |
| 8   | TĐ     | Witan Sulaeman        | 8 tháng 10, 2001 (21 tuổi)  | Persija Jakarta    |
| 9   | TĐ     | Ramadhan Sananta      | 27 tháng 11, 2002 (20 tuổi) | PSM Makassar       |
| 10  | TV     | Beckham Putra         | 29 tháng 10, 2001 (21 tuổi) | Persib Bandung     |
| 11  | TĐ     | Jeam Kelly Sroyer     | 11 tháng 12, 2002 (20 tuổi) | Persik Kediri      |
| 12  | HV     | Pratama Arhan         | 21 tháng 12, 2001 (21 tuổi) | Tokyo Verdy        |
| 13  | HV     | Haykal Alhafiz        | 24 tháng 3, 2001 (22 tuổi)  | PSIS Semarang      |
| 14  | HV     | Fajar Fathur Rahman   | 29 tháng 5, 2002 (20 tuổi)  | Borneo             |
| 15  | TV     | Taufany Muslihuddin   | 24 tháng 3, 2002 (21 tuổi)  | Borneo             |
| 16  | HV     | Muhammad Ferarri      | 21 tháng 6, 2003 (19 tuổi)  | Persija Jakarta    |
| 17  | TĐ     | Irfan Jauhari         | 31 tháng 1, 2001 (22 tuổi)  | Persis Solo        |
| 18  | TĐ     | Titan Agung           | 5 tháng 6, 2001 (21 tuổi)   | Bhayangkara        |
| 19  | HV     | Alfeandra Dewangga    | 28 tháng 6, 2001 (21 tuổi)  | PSIS Semarang      |
| 20  | TM     | Ernando Ari           | 27 tháng 2, 2002 (21 tuổi)  | Persebaya Surabaya |

### Myanmar
Huấn luyện viên:  Michael Feichtenbeiner
Đội hình cuối cùng được công bố vào ngày 26 tháng 4 năm 2023.
| 0#0 | Vị trí | Cầu thủ                 | Ngày sinh và tuổi           | Câu lạc bộ    |
| --- | ------ | ----------------------- | --------------------------- | ------------- |
| 1   | TM     | Pyae Phyo Thu           | 11 tháng 10, 2002 (20 tuổi) | Yadanarbon    |
| 2   | HV     | Nyan Lin Htet           | 10 tháng 1, 2002 (21 tuổi)  | Yangon United |
| 3   | HV     | Thet Hein Soe           | 29 tháng 9, 2001 (21 tuổi)  | Yadanarbon    |
| 4   | HV     | Latt Wai Phone          | 4 tháng 5, 2005 (17 tuổi)   | Shan United   |
| 5   | HV     | Kaung Htet Paing        | 27 tháng 5, 2004 (18 tuổi)  | Yadanarbon    |
| 6   | TV     | Yan Kyaw Soe            | 4 tháng 1, 2002 (21 tuổi)   | Yangon United |
| 7   | TV     | Zaw Win Thein (captain) | 1 tháng 3, 2003 (20 tuổi)   | Yangon United |
| 8   | TV     | Ye Yint Phyo            | 26 tháng 7, 2003 (19 tuổi)  | Ayeyawady     |
| 9   | TĐ     | Oakkar Naing            | 8 tháng 11, 2003 (19 tuổi)  | Yangon United |
| 10  | TĐ     | Hein Htet Aung          | 5 tháng 10, 2001 (21 tuổi)  | Selangor      |
| 11  | TĐ     | Khun Kyaw Zin Hein      | 5 tháng 7, 2002 (20 tuổi)   | Hanthawaddy   |
| 12  | HV     | Shin Thant Aung         | 31 tháng 5, 2002 (20 tuổi)  | Hanthawaddy   |
| 13  | HV     | Htoo Myat Khant         | 23 tháng 3, 2004 (19 tuổi)  | Kachin United |
| 14  | TĐ     | Aung Thiha              | 17 tháng 2, 2004 (19 tuổi)  | Ayeyawady     |
| 15  | TV     | Aung Myo Khant          | 16 tháng 5, 2001 (21 tuổi)  | Yadanarbon    |
| 16  | TV     | Arkar Kyaw              | 7 tháng 2, 2003 (20 tuổi)   | Mahar United  |
| 17  | TV     | Chit Aye                | 17 tháng 1, 2003 (20 tuổi)  | Yadanarbon    |
| 18  | TM     | Hein Htet Soe           | 21 tháng 6, 2003 (19 tuổi)  | Ayeyawady     |
| 19  | HV     | Naung Naung Soe         | 10 tháng 10, 2002 (20 tuổi) | Yadanarbon    |
| 20  | TĐ     | Swan Htet               | 12 tháng 4, 2005 (18 tuổi)  | Yadanarbon    |

### Philippines
Huấn luyện viên: Rob Gier
Đội hình cuối cùng được công bố vào ngày 28 tháng 4 năm 2023.
| 0#0 | Vị trí | Cầu thủ                    | Ngày sinh và tuổi           | Câu lạc bộ        |
| --- | ------ | -------------------------- | --------------------------- | ----------------- |
| 1   | TM     | Quincy Kammeraad (captain) | 1 tháng 2, 2001 (22 tuổi)   | Kaya              |
| 2   | HV     | Santiago Rublico           | 16 tháng 8, 2005 (17 tuổi)  | Atlético Madrid B |
| 4   | HV     | Kamil Amirul               | 6 tháng 2, 2004 (19 tuổi)   | ADT               |
| 5   | HV     | Daniel Christensen         | 4 tháng 8, 2004 (18 tuổi)   | ADT               |
| 7   | TV     | Dennis Chung               | 24 tháng 1, 2001 (22 tuổi)  | ADT               |
| 9   | TĐ     | Andres Aldeguer            | 18 tháng 12, 2003 (19 tuổi) | ADT               |
| 10  | TV     | Justin Frias               | 24 tháng 7, 2003 (19 tuổi)  | ADT               |
| 11  | TV     | Yrick Gallantes            | 14 tháng 1, 2001 (22 tuổi)  | ADT               |
| 12  | HV     | Dov Cariño                 | 18 tháng 12, 2003 (19 tuổi) | ADT               |
| 13  | TV     | Jacob Peña                 | 27 tháng 11, 2001 (21 tuổi) | Stallion Laguna   |
| 14  | TV     | Gavin Muens                | 24 tháng 10, 2004 (18 tuổi) | ADT               |
| 17  | HV     | Noah Leddel                | 30 tháng 8, 2003 (19 tuổi)  | Black Rock        |
| 18  | TM     | Enrico Mangaoang           | 28 tháng 5, 2002 (20 tuổi)  | ADT               |
| 19  | TV     | Jaime Sacopon              | 24 tháng 3, 2004 (19 tuổi)  | ADT               |
| 21  | TĐ     | Carlo Dorin                | 7 tháng 6, 2001 (21 tuổi)   | Unattached        |
| 22  | HV     | Pocholo Bugas              | 3 tháng 12, 2001 (21 tuổi)  | ADT               |
| 23  | TV     | Lance Ocampo               | 23 tháng 9, 2001 (21 tuổi)  | NUCB              |
| 25  | TV     | Harry Nuñez                | 16 tháng 12, 2004 (18 tuổi) | ADT               |
| 53  | HV     | David Setters              | 9 tháng 5, 2004 (18 tuổi)   | ADT               |
| 71  | HV     | John Lucero                | 1 tháng 12, 2003 (19 tuổi)  | Worthing          |

### Đông Timor
Huấn luyện viên:  Park Sun-tae
Đội hình cuối cùng được công bố vào ngày 28 tháng 4 năm 2023.
| 0#0 | Vị trí | Cầu thủ              | Ngày sinh và tuổi           | Câu lạc bộ      |
| --- | ------ | -------------------- | --------------------------- | --------------- |
| 1   | TM     | Georgino Mendonça    | 16 tháng 3, 2002 (21 tuổi)  | Boavista        |
| 2   | HV     | Danilo Alves         |                             | Boavista        |
| 3   | HV     | Orcelio              | 30 tháng 4, 2001 (21 tuổi)  | Karketu Dili    |
| 4   | HV     | Candido Oliveira     | 2 tháng 12, 1997 (25 tuổi)  | Ponta Leste     |
| 5   | TV     | Cristevão            | 16 tháng 1, 2004 (19 tuổi)  | SLB Laulara     |
| 6   | TV     | Jhon Firth (captain) | 17 tháng 7, 2002 (20 tuổi)  | SLB Laulara     |
| 7   | TV     | Elias Mesquita       | 17 tháng 7, 2002 (20 tuổi)  | Lalenkok United |
| 8   | TV     | Edencio              |                             | Ponta Leste     |
| 9   | TĐ     | Alexandro Kefi       | 20 tháng 12, 2004 (18 tuổi) | SLB Laulara     |
| 10  | TĐ     | Mouzinho             | 26 tháng 6, 2002 (20 tuổi)  | Visakha         |
| 11  | TĐ     | Zenivio              | 22 tháng 4, 2005 (18 tuổi)  | SLB Laulara     |
| 12  | TM     | Junildo Pereira      | 4 tháng 6, 2003 (19 tuổi)   | Assalam         |
| 13  | HV     | Juvito Moniz         | 8 tháng 12, 2003 (19 tuổi)  | Ponta Leste     |
| 14  | TV     | Kornelis Portela     | 12 tháng 1, 2001 (22 tuổi)  | SLB Laulara     |
| 15  | HV     | Xavier Olagar        | 18 tháng 5, 2003 (19 tuổi)  | Ponta Leste     |
| 16  | HV     | João Halle           | 2 tháng 3, 2003 (20 tuổi)   | Ponta Leste     |
| 17  | TV     | Luís Figo            |                             | SLB Laulara     |
| 18  | TĐ     | Mário Quintão        | 18 tháng 2, 2004 (19 tuổi)  | Emmanuel FC     |
| 19  | TĐ     | Alexandro Lemos      |                             | SLB Laulara     |
| 20  | HV     | Ricardo Blanco       |                             | SLB Laulara     |

## Bảng B

### Việt Nam
Huấn luyện viên:  Philippe Troussier
Đội hình cuối cùng được công bố vào ngày 29 tháng 4 năm 2023.
| 0#0 | Vị trí | Cầu thủ                  | Ngày sinh và tuổi | Câu lạc bộ           |
| --- | ------ | ------------------------ | ----------------- | -------------------- |
| 1   | TM     | Quan Văn Chuẩn (captain) | 7 tháng 1, 2001   | Hanoi FC             |
| 2   | HV     | Phan Tuấn Tài            | 7 tháng 1, 2001   | Viettel              |
| 3   | HV     | Lương Duy Cương          | 7 tháng 11, 2001  | SHB Đà Nẵng          |
| 4   | HV     | Trần Quang Thịnh         | 12 tháng 5, 2001  | Hanoi Police         |
| 5   | HV     | Nguyễn Ngọc Thắng        | 31 tháng 1, 2002  | Hồng Lĩnh Hà Tĩnh    |
| 6   | HV     | Vũ Tiến Long             | 4 tháng 4, 2002   | Hanoi FC             |
| 7   | TV     | Lê Văn Đô                | 7 tháng 8, 2001   | Hanoi Police         |
| 8   | TV     | Khuất Văn Khang          | 11 tháng 5, 2003  | Viettel              |
| 9   | TĐ     | Nguyễn Văn Tùng          | 7 tháng 12, 2001  | Hanoi FC             |
| 10  | TV     | Đinh Xuân Tiến           | 10 tháng 1, 2003  | Sông Lam Nghệ An     |
| 11  | TĐ     | Nguyễn Thanh Nhàn        | 28 tháng 7, 2003  | PVF-Công An Nhân Dân |
| 12  | TV     | Nguyễn Thái Sơn          | 13 tháng 7, 2003  | Thanh Hóa            |
| 13  | HV     | Hồ Văn Cường             | 15 tháng 1, 2003  | Sông Lam Nghệ An     |
| 14  | TĐ     | Nguyễn Văn Trường        | 10 tháng 9, 2003  | Hanoi FC             |
| 15  | TV     | Huỳnh Công Đến           | 19 tháng 8, 2001  | PVF-Công An Nhân Dân |
| 16  | TV     | Lê Quốc Nhật Nam         | 23 tháng 3, 2001  | Huế                  |
| 17  | HV     | Võ Minh Trọng            | 24 tháng 10, 2001 | Đồng Tháp            |
| 18  | TV     | Nguyễn Đức Phú           | 13 tháng 1, 2003  | PVF-Công An Nhân Dân |
| 19  | TĐ     | Nguyễn Quốc Việt         | 4 tháng 5, 2003   | Hoàng Anh Gia Lai    |
| 20  | TM     | Đoàn Huy Hoàng           | 18 tháng 6, 2003  | Viettel              |

### Thái Lan
Huấn luyện viên: Issara Sritaro
Đội hình cuối cùng được công bố vào ngày 26 tháng 4 năm 2023.
| 0#0 | Vị trí | Cầu thủ                    | Ngày sinh và tuổi | Câu lạc bộ        |
| --- | ------ | -------------------------- | ----------------- | ----------------- |
| 1   | TM     | Soponwit Rakyart           | 25 tháng 1, 2001  | Phrae United      |
| 2   | HV     | Bukkoree Lemdee            | 11 tháng 3, 2004  | Customs United    |
| 3   | HV     | Chatmongkol Rueangthanarot | 9 tháng 5, 2002   | Chonburi          |
| 4   | HV     | Jonathan Khemdee           | 9 tháng 5, 2002   | Ratchaburi        |
| 5   | HV     | Songchai Thongcham         | 9 tháng 6, 2001   | Chonburi          |
| 6   | TV     | Airfan Doloh (captain)     | 26 tháng 1, 2001  | Buriram United    |
| 7   | TV     | Channarong Promsrikaew     | 17 tháng 4, 2001  | Chonburi          |
| 8   | TĐ     | Teerasak Poeiphimai        | 21 tháng 9, 2002  | Port              |
| 9   | TĐ     | Yotsakorn Burapha          | 8 tháng 6, 2005   | Samut Prakan City |
| 10  | TĐ     | Achitpol Keereerom         | 21 tháng 10, 2001 | FC Augsburg II    |
| 11  | TĐ     | Anan Yodsangwal            | 9 tháng 7, 2001   | Lamphun Warriors  |
| 12  | HV     | Apisit Saenseekammuan      | 11 tháng 10, 2002 | Nongbua Pitchaya  |
| 13  | HV     | Pongsakorn Trisat          | 12 tháng 9, 2003  | Samut Prakan City |
| 14  | TV     | Purachet Thodsanit         | 9 tháng 5, 2001   | Muangthong United |
| 15  | HV     | Jakkapong Sanmahung        | 6 tháng 4, 2002   | Uthai Thani       |
| 16  | TV     | Leon James                 | 29 tháng 8, 2001  | Nongbua Pitchaya  |
| 17  | TV     | Settasit Suvannaseat       | 6 tháng 3, 2002   | Chiangrai United  |
| 18  | TV     | Thirapak Prueangna         | 15 tháng 8, 2001  | Ayutthaya United  |
| 19  | TV     | Chayapipat Supunpasuch     | 25 tháng 2, 2001  | Praiense          |
| 20  | TM     | Thirawoot Sraunson         | 10 tháng 11, 2001 | Kasetsart         |

### Malaysia
Huấn luyện viên: E. Elavarasan
Đội hình cuối cùng được công bố vào ngày 1 tháng 5 năm 2023.
| 0#0 | Vị trí | Cầu thủ                   | Ngày sinh và tuổi           | Câu lạc bộ         |
| --- | ------ | ------------------------- | --------------------------- | ------------------ |
| 1   | TM     | Sikh Izhan                | 23 tháng 3, 2002 (21 tuổi)  | Negeri Sembilan FC |
| 2   | HV     | Ruventhiran Vengadesan    | 24 tháng 8, 2001 (21 tuổi)  | Selangor           |
| 3   | HV     | Ubaidullah Shamsul Fazili | 30 tháng 11, 2003 (19 tuổi) | Terengganu II      |
| 4   | HV     | Azrin Afiq                | 1 tháng 1, 2002 (21 tuổi)   | Kedah              |
| 5   | HV     | Harith Haiqal             | 22 tháng 6, 2002 (20 tuổi)  | Selangor           |
| 6   | HV     | Azam Azmi (captain)       | 12 tháng 2, 2001 (22 tuổi)  | Terengganu II      |
| 7   | TV     | Mukhairi Ajmal            | 7 tháng 11, 2001 (21 tuổi)  | Selangor           |
| 8   | TV     | Adam Farhan               | 4 tháng 3, 2004 (19 tuổi)   | JDT II             |
| 10  | TV     | Aliff Izwan               | 10 tháng 2, 2004 (19 tuổi)  | Selangor           |
| 11  | TĐ     | Najmudin Akmal            | 11 tháng 1, 2003 (20 tuổi)  | JDT                |
| 13  | TV     | Saravanan Thirumurugan    | 26 tháng 2, 2001 (22 tuổi)  | KL City            |
| 15  | TV     | Fergus Tierney            | 19 tháng 3, 2003 (20 tuổi)  | JDT                |
| 17  | TĐ     | Syahir Bashah             | 16 tháng 9, 2001 (21 tuổi)  | Selangor           |
| 18  | TV     | Daryl Sham                | 30 tháng 11, 2002 (20 tuổi) | JDT                |
| 19  | TV     | Muslihudin Atiq           | 20 tháng 7, 2002 (20 tuổi)  | Terengganu II      |
| 20  | TĐ     | Aiman Afif                | 18 tháng 2, 2001 (22 tuổi)  | Kedah              |
| 21  | HV     | Safwan Mazlan             | 22 tháng 2, 2002 (21 tuổi)  | Terengganu II      |
| 22  | TĐ     | Haqimi Azim Rosli         | 6 tháng 1, 2003 (20 tuổi)   | KL City            |
| 23  | TM     | Azim Al-Amin              | 20 tháng 9, 2001 (21 tuổi)  | KL City            |

### Singapore
Huấn luyện viên: Philippe Aw
Đội hình cuối cùng được công bố vào ngày 26 tháng 4 năm 2023.
| 0#0 | Vị trí | Cầu thủ                  | Ngày sinh và tuổi | Câu lạc bộ           |
| --- | ------ | ------------------------ | ----------------- | -------------------- |
| 1   | TM     | Wayne Chew               | 22 tháng 10, 2001 | Young Lions FC       |
| 2   | HV     | Ryaan Sanizal            | 31 tháng 5, 2002  | Tampines Rovers      |
| 3   | TĐ     | Abdul Rasaq Akeem        | 16 tháng 6, 2001  | Lion City Sailors    |
| 4   | HV     | Bill Mamadou             | 8 tháng 9, 2001   | Lion City Sailors    |
| 5   | HV     | Kieran Teo               | 6 tháng 4, 2004   | Young Lions FC       |
| 6   | HV     | Nur Adam Abdullah        | 13 tháng 4, 2001  | Lion City Sailors    |
| 7   | TV     | Ajay Robson              | 6 tháng 12, 2003  | Hougang United       |
| 8   | TV     | Harhys Stewart (captain) | 20 tháng 3, 2001  | Young Lions FC       |
| 9   | TĐ     | Syahadat Masnawi         | 16 tháng 6, 2001  | Young Lions FC       |
| 10  | TV     | Elijah Lim               | 9 tháng 3, 2002   | Young Lions FC       |
| 11  | TV     | Fairuz Fazli             | 20 tháng 1, 2005  | Young Lions FC       |
| 12  | HV     | Aqil Yazid               | 9 tháng 1, 2004   | Young Lions FC       |
| 13  | HV     | Andrew Aw                | 29 tháng 3, 2003  | Young Lions FC       |
| 14  | TV     | Jared Gallagher          | 18 tháng 1, 2002  | Young Lions FC       |
| 15  | TĐ     | Nicky Melvin Singh       | 13 tháng 6, 2002  | Albirex Niigata (S)  |
| 16  | TV     | Fathullah Rahmat         | 5 tháng 9, 2002   | Tanjong Pagar United |
| 17  | TĐ     | Jordan Emaviwe           | 9 tháng 4, 2001   | Young Lions FC       |
| 18  | TM     | Aizil Yazid              | 24 tháng 12, 2004 | Young Lions FC       |
| 19  | HV     | Adam Reefdy              | 8 tháng 5, 2004   | Young Lions FC       |
| 20  | HV     | Ilhan Noor               | 19 tháng 2, 2002  | Young Lions FC       |

### Lào
Huấn luyện viên:  Michael Weiß
Đội hình cuối cùng được công bố vào ngày 29 tháng 4 năm 2023. 
| 0#0 | Vị trí | Cầu thủ                          | Ngày sinh và tuổi | Câu lạc bộ            |
| --- | ------ | -------------------------------- | ----------------- | --------------------- |
| 1   | TM     | Kop Lokphathip                   | 8 tháng 5, 2006   | Ezra F.C.             |
| 2   | HV     | Phoutthavong Sangvilay (captain) | 16 tháng 10, 2004 | Ezra F.C.             |
| 3   | HV     | Phonsack Seesavath               | 4 tháng 10, 2004  | Ezra F.C.             |
| 4   | HV     | Anantaza Siphongphan             | 9 tháng 11, 2004  | Ezra F.C.             |
| 5   | HV     | Phetdavanh Somsanid              | 24 tháng 4, 2004  | Master 7              |
| 6   | TV     | Chanthavixay Khounthoumphone     | 17 tháng 2, 2004  | Ezra F.C.             |
| 7   | TĐ     | Anousone Xaypanya                | 16 tháng 12, 2002 | Ezra F.C.             |
| 8   | TV     | Roman Angot                      | 2 tháng 3, 2001   | Bahlinger SC          |
| 9   | TĐ     | Athit Louanglath                 | 18 tháng 5, 2004  | Ezra F.C.             |
| 10  | TĐ     | Chony Waenpaseuth                | 27 tháng 11, 2002 | Ezra F.C.             |
| 11  | TĐ     | Soukphachan Lueanthala           | 24 tháng 8, 2002  | Master 7              |
| 12  | TM     | Solasak Thilavong                | 3 tháng 11, 2003  | Young Elephants FC    |
| 13  | TĐ     | Victor Ngovinnasack              |                   | FC Montceau Bourgogne |
| 14  | HV     | Inthachak Sisouphan              | 23 tháng 5, 2001  | Luang Prabang         |
| 15  | TV     | Damoth Thongkhamsavath           | 3 tháng 4, 2004   | Ezra F.C.             |
| 16  | TV     | Sonexay Phanhthaxay              | 10 tháng 6, 2001  | Master 7              |
| 17  | TĐ     | Thanongsay Rammangkoun           | 12 tháng 4, 2003  | Namtha United         |
| 18  | TV     | Theo Klein                       | 3 tháng 12, 2001  | Omaha Mavericks       |
| 19  | HV     | Nalongsit Chanthalangsy          | 3 tháng 12, 2001  | Viengchanh FC         |
| 20  | HV     | Phoutthalak Thongsanith          | 3 tháng 12, 2002  | Ezra F.C.             |

## Số liệu thống kê
Lưu ý: Chỉ tính đội hình cuối cùng của mỗi đội.

### Độ tuổi

#### Cầu thủ thi đấu trên sân
- Nhiều tuổi nhất:  Phan Tuấn Tài (22 năm, 111 ngày)
- Ít tuổi nhất:  Santiago Rublico (17 năm, 255 ngày)

#### Thủ môn
- Nhiều tuổi nhất:  Quan Văn Chuẩn (22 năm, 111 ngày)
- Ít tuổi nhất:  Kop Lokphathip (16 năm, 355 ngày)

#### Đội trưởng
- Nhiều tuổi nhất:  Quan Văn Chuẩn (22 năm, 111 ngày)
- Ít tuổi nhất:  Phoutthavong Sangvilay (18 năm, 194 ngày)

#### Huấn luyện viên
- Nhiều tuổi nhất:  Philippe Troussier (68 năm, 38 ngày)
- Ít tuổi nhất:  Keisuke Honda (36 năm, 319 ngày)